# Ostřešany
Ostřešany település Csehországban, a Pardubicei járásban. Ostřešany Chrudim, Tuněchody, Pardubice és Mikulovice településekkel határos. Lakosainak száma 1122 fő (2024. január 1.).

## Népesség
A település lakosságának változását az alábbi diagram mutatja:
| Lakosok száma | 902  | 952  | 1020 | 942  | 872  | 990  | 1064 | 1097 | 1095 | 1122 |
|               | 1869 | 1900 | 1921 | 1961 | 1980 | 2011 | 2016 | 2019 | 2021 | 2024 |